# Thomas Zündel
Thomas Zündel (Leoben, 24 dicembre 1987) è un calciatore austriaco, difensore del St. Veit am Vogau.

## Caratteristiche tecniche
È un terzino destro.